# Rigodon (roman)
Pour les articles homonymes, voir Rigodon.
Rigodon est un roman de Louis-Ferdinand Céline publié de manière posthume aux éditions Gallimard en 1969. Il fait partie, après D'un château l'autre (1957) et Nord (1960), de la « trilogie allemande » qui retrace, dans le désordre, les tribulations du narrateur, de sa femme Lucette (Lili), de leur chat Bébert et de leur compagnon Le Vigan, fuyant la France devant l'avancée des Alliés et traversant l'Allemagne pour finir par se réfugier — sans Le Vigan — au Danemark.
Le roman s'inspire des voyages de Céline et de ses compagnons sautant de train en train, dans une Allemagne écrasée sous les bombes entre Zornhof/Kränzlin, Warnemünde, Sigmaringen, Flensburg et Copenhague.

## Contexte
Le 17 juin 1944, alors que les Alliés ont débarqué en Normandie le 6, Louis-Ferdinand Céline et sa femme Lucette quittent Paris, avec leur chat Bébert. Ils prennent la direction de l'Allemagne, seul itinéraire alors praticable pour gagner le Danemark, où l'écrivain à mis de l'argent en sûreté avant la guerre. Arrivés à Baden-Baden, où ils retrouvent l'acteur Robert Le Vigan, également compromis avec la Collaboration, leurs papiers sont confisqués. Fin août, ils sont autorisés à se rendre à Berlin, d'où ils sont dirigés vers Kränzlin (Zornhof dans le roman). Ils y séjournent jusqu' à la fin octobre dans un domaine agricole réquisitionné. Après avoir tenté en vain de s'approcher de la frontière danoise, Céline est autorisé à se rendre à Sigmaringen, où le gouvernement de Vichy (accompagné de nombreux collaborateurs) a été installé par les Allemands. Arrivés à Sigmaringen début novembre, après avoir traversé l'Allemagne en train du nord au sud, Céline et son épouse, brouillés avec Le Vigan, s'installent à l'hôtel Löwen. Céline, redevenu le Dr Destouches, partage avec un confrère une patientèle de deux mille réfugiés. Le 22 mars 1945, ayant obtenu l'autorisation de gagner le Danemark, il quitte Sigmaringen et traverse l'Allemagne du sud au nord, avec Lili et le chat Bébert, pour gagner la frontière. Après cinq journées de voyage en train sous les bombardements, ils arrivent finalement à Copenhague le 27 mars,.

## Genèse
Après la publication d'Un château l'autre et de Nord, qui ont marqué son retour en grâce du point de vue littéraire, Céline s'attaque à l'écriture de Colin-Maillard, qu'il rebaptisera in extremis Rigodon. Il envisage ce nouvel ouvrage, qui doit reprendre le lecteur là où l'a laissé Nord, comme « une divagation à travers un paysage », enchaînant les séquences de voyages en train sur fond d'une Allemagne en flammes et croulant sous les bombes alliées. Ce faisant, Céline fusionne en un seul voyage halluciné toute une série de déplacements distincts, entre Zornhof/Kränzlin, Warnemünde, Sigmaringen, Flensburg et Copenhague. Il y travaille d'arrache-pied, malgré une santé déclinante, pendant dix-huit mois environ, écartant du projet le récit du séjour à Korsör pendant son exil au Danemark. Le 30 juin 1961, Céline demande à son épouse de lui acheter un stylo pour mettre au net le manuscrit de Rigodon qu'il vient de terminer. Il meurt le lendemain soir d'une hémorragie cérébrale, sans avoir pu commencer les corrections.

## Résumé
Après une longue introduction digressive, Céline reprend son lecteur là où il l'a laissé dans les dernièrges lignes de Nord, prêt à se rendre à Rostock pour tenter de passer au Danemark. Dans l'impossibilité d'atteindre leur but, le narrateur et ses compagnons décident de rejoindre Sigmaringen, où a été transporté le gouvernement de Vichy, accompagné d'un grand nombre de collaborateurs. À partir de là, le récit enchaîne et mêle plusieurs voyages en train à travers l'Allemagne, jusqu'à l'arrivée à Copenhague. Le périple se déroule au milieu des réfugiés, des incendies et des bombardements. Le texte fait des allers et retours fréquents entre les événements vécus lors de ce périple et des considérations de Céline sur l'actualité et sa vie en général : son mépris pour sa maison d'édition, les visiteurs intempestifs, ses rancœurs quant à son incarcération danoise et son point de vue sur les événements actuels. Céline opère dans ce roman une « dénarrativisation du récit » qui lui permet « d’écrire l’Histoire à hauteur de chaos, d’atteindre un infra-récit que les récits historiques recouvrent d’ordinaire, de donner voix au pas racontable ».

## Publication et accueil critique

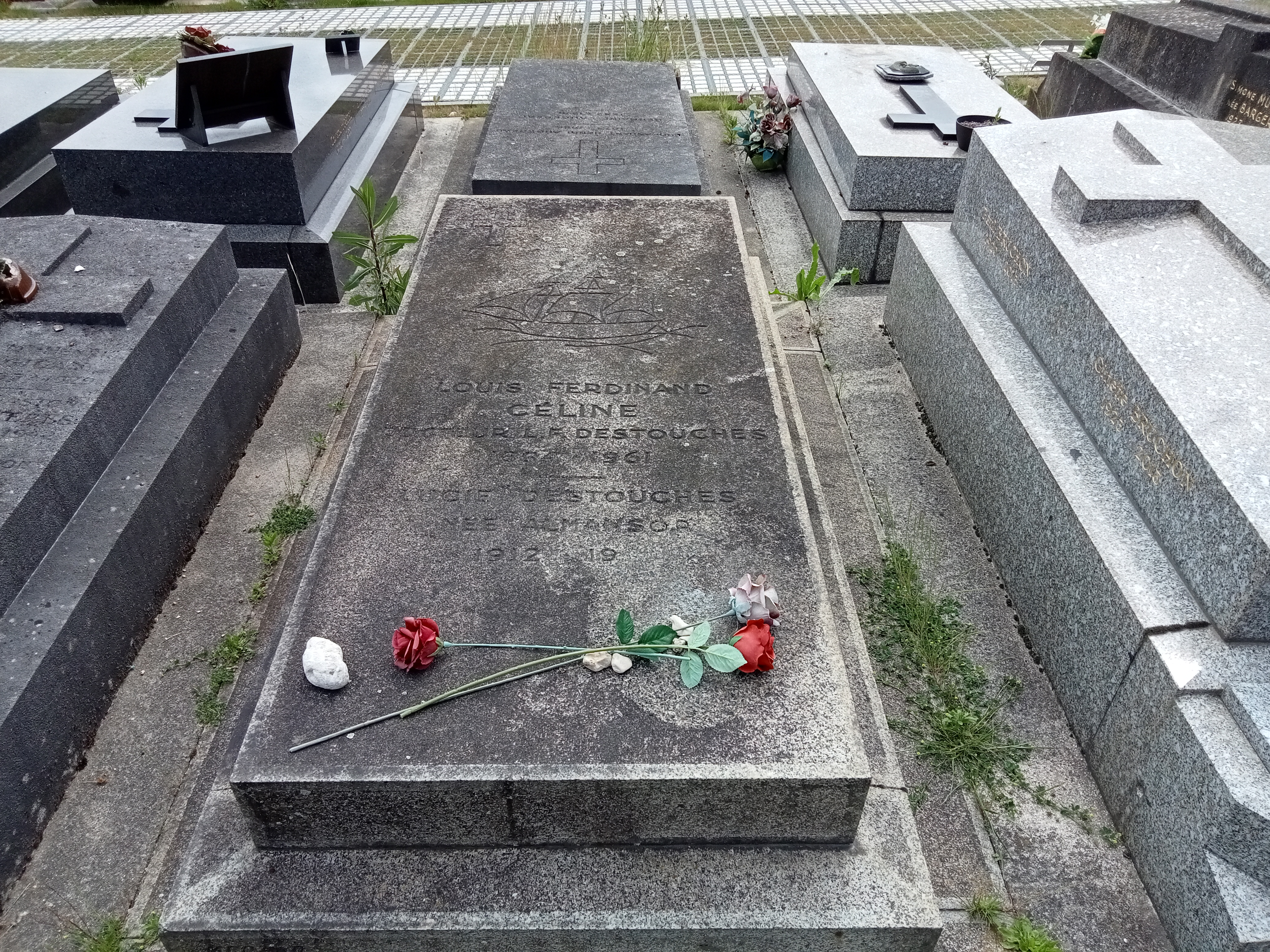
Tombe de Céline au cimetière de Meudon.

Céline étant mort en 1961 en laissant le livre à l'état de manuscrit, Rigodon sort finalement en librairie en 1969, sept ans et demi après sa disparition. La publication a nécessité plusieurs interventions pour déchiffrer le manuscrit, prendre des décisions concernant les doublons, les incohérences, les ellipses et l'enchaînement des séquences, tout en respectant les intentions supposées de l'auteur,.
Entretemps, Gallimard a publié Guignol's band II - Le Pont de Londres, et un numéro des Cahiers de l'Herne consacré à Céline a mis au jour de nombreux textes inédits ainsi que de nouveaux témoignages et analyses. Quand Rigodon paraît, la place éminente de Céline dans le paysage littéraire n'est donc plus contestée.
La critique reste cependant réservée : Rigodon est considéré par beaucoup comme une « œuvre mineure ». Dans l'ensemble, les digressions prophétisantes de l'auteur incommodent, le style semble essoufflé et les critiques sont gênés par les  répétitions et par l'incohérence de la trame (largement due à l'édition posthume d'un manuscrit que Céline n'a pas eu le temps de mettre au net).